# Cheilanthes bonariensis
Cheilanthes bonariensis là một loài thực vật có mạch trong họ Adiantaceae. Loài này được (Willd.) Proctor miêu tả khoa học đầu tiên năm 1953.